# Mort d'une langue
En linguistique, la mort d'une langue survient quand disparaissent les derniers locuteurs (en) d'une langue maternelle. Par extension, l'extinction d'une langue est le stade où cette langue n'est plus connue, pas même comme langue seconde. D'autres termes proches sont le linguicide, c'est-à-dire la mort d'une langue pour des motifs naturels ou politiques et, plus rarement, la « glottophagie », phénomène où une langue peu parlée est absorbée ou remplacée par une autre, comptant des locuteurs plus nombreux.
La mort d'une langue est un processus dans lequel la communauté linguistique possédant la maîtrise de cette variété décline jusqu'à ce qu'il ne reste plus aucun individu qui connaisse cette variété à un degré courant ou maternel. La mort d'une langue peut frapper n'importe quelle forme de langue, y compris les dialectes. La mort d'une langue ne doit pas être confondue avec l'attrition des langues (appelée aussi perte d'une langue), qui concerne la perte d'une compétence linguistique par une personne.
À l'époque moderne (depuis environ 1500 et avec l'avènement du colonialisme), la mort de langues est généralement l'issue d'un processus d'assimilation culturelle qui provoque une conversion linguistique et l'abandon progressif d'une langue autochtone en faveur d'une langue véhiculaire importée, principalement celles des colons européens.
En l'an 2000, il existe au total plus de 7 000 langues maternelles dans le monde. La grande majorité d'entre elles sont des langues peu connues en danger d'extinction. D'après une estimation parue en 2004, 90 % des langues actuellement parlées auront disparu en 2050.

### Documentation
- Abley, Mark. (2003). Spoken here: Travels among threatened languages. London: Heinemann.
- Aitchinson, Jean. (1991). Language change: progress or decay? Cambridge: Cambridge University Press.
- Bastardas-Boada, Albert (2007). "Linguistic sustainability for a multilingual humanity", Glossa. An Interdisciplinary Journal, vol. 2, num. 2.
- Batibo, Herman M. (2005). Language decline and death in Africa: Causes, consequences, and challenges. Multilingual Matters.
- Brenzinger, Matthias (Ed.). (1992). Language death: Factual and theoretical explorations with special reference to East Africa. Berlin/New York: Mouton de Gruyter.
- Brenzinger, Matthais (Ed.). (1998). Endangered languages in Africa. Cologne: Rüdiger Köper Verlag.
- Broderick, George. (1999). Language Death in the Isle of Man. Tübingen: Niemeyer.  (ISBN 3-484-30395-6).
- Calvet, Louis-Jean. (1998). Language wars and linguistic politics. Oxford: Oxford University Press.
- Campbell, Lyle. (1994). Language death. In R. E. Asher (Ed.), The Encyclopedia of language and linguistics (pp. 1960–1968). Oxford: Pergamon Press.
- Campbell, Lyle; & Muntzel, M. (1989). The structural consequences of language death. In N. C. Dorian (Ed.).
- Cantoni-Harvey, Gina (Ed.). (1997). Stabilizing indigenous languages. Flagstaff, AZ: Northern Arizona University, Center for Excellence in Education.
- Crystal, David. (2000). Language death. Cambridge: Cambridge University Press.  (ISBN 0-521-65321-5).
- Crystal, David. (2004). Language revolution. Cambridge: Polity Press.
- Cyr, Christine. (2008). "How Do You Learn a Dead Language?". Slate.
- Dalby, Andrew. (2003). Language in danger: The loss of linguistic diversity and the threat to our future. New York: Columbia University Press.  (ISBN 0-231-12900-9).
- Dixon, R. M. W. (1997). The rise and fall of languages. Cambridge: Cambridge University Press.
- Dorian, Nancy C. (1973). Grammatical change in a dying dialect. Language, 49, 413-438.
- Dorian, Nancy C. (1978). The fate of morphological complexity in language death: Evidence from East Sutherland Gaelic. Language, 54 (3), 590-609.
- Dorian, Nancy C. (1981). Language death: The life cycle of a Scottish Gaelic dialect. Philadelphia: University of Pennsylvania Press.
- Dorian, Nancy C. (Ed.). (1989). Investigating obsolescence: Studies in language contraction and death. Studies in the social and cultural foundations of language (No. 7). Cambridge: Cambridge University Press.  (ISBN 0-521-32405-X).
- Dressler, Wolfgand & Wodak-Leodolter, Ruth (eds.) (1977) Language death (International Journal of the Sociology of Language vol. 12). The Hague: Mouton.
- Fishman, Joshua A. (1991). Reversing language shift: Theoretical and empirical foundations of assistance to threatened languages. Clevedon: Multilingual Matters.
- Grenoble, Lenore A.; & Whaley, Lindsay J. (Eds.). (1998). Endangered languages: Current issues and future prospects. Cambridge: Cambridge University Press.
- Hagège, Claude. (1992). Le souffle de la langue. Paris: Odile Jacob.
- Hagège, Claude. (2000). Halte à la mort des langues. Paris: Editions Odille Jacob.
- Hale, Ken; Krauss, Michael; Watahomigie, Lucille J.; Yamamoto, Akira Y.; Craig, Colette; Jeanne, LaVerne M. et al. (1992). Endangered languages. Language, 68 (1), 1-42.
- Harmon, David. (2002). In light of our differences: How diversity in nature and culture makes us human. Washington, D.C.: Smithsonian Institution Press.
- Harrison, K. David. (2007) When Languages Die: The Extinction of the World's Languages and the Erosion of Human Knowledge. New York and London: Oxford University Press.  (ISBN 0-19-518192-1).
- Hazaël-Massieux, Marie-Christine. (1999). Les créoles: L'indispensable survie. Paris: Editions Entente.
- Hill, Jane. (1983). Language death in Uto-Aztecan. International Journal of American Linguistics, 49, 258-27.
- Janse, Mark; & Tol, Sijmen (Eds.). (2003). Language death and language maintenance: Theoretical, practical and descriptive approaches. Amsterdam: John Benjamins Pub.  (ISBN 90-272-4752-8);  (ISBN 1-58811-382-5).
- Joseph, Brian D. (Ed.). (2003). When languages collide: Perspectives on language conflict, language competition, and language coexistence. Columbus: Ohio State University.
- Maffi, Lusia (Ed.). (2001). On biocultural diversity: Linking language, knowledge, and the environment. Washington, D.C.: Smithsonian Institution Press.
- Maurais, Jacques; & Morris, Michael A. (Eds.). (2003). Languages in a globalizing world. Cambridge: Cambridge University Press.
- Mohan, Peggy; & Zador, Paul. (1986). Discontinuity in a life cycle: The death of Trinidad Bhojpuri. Language, 62 (2), 291-319.
- Motamed, Fereydoon; (1974). La métrique diatemporelle: ou des accords de temps revolutifs dans les langues à flexions quantitatives. "" Open Library OL25631615M.
- Mufwene, Salikoko S. (2001). The ecology of language evolution. Cambridge: Cambridge University Press.
- Mühlhäusler, Peter. (1996). Linguistic ecology: Language change and linguistic imperialism in the Pacific region. London: Routledge.
- Nettle, Daniel; & Romaine, Suzanne. (2000). Vanishing voices: The extinction of the world's languages. Oxford: Oxford University Press.  (ISBN 0-19-513624-1).
- Phillipson, Robert. (2003). English only?: Challenging language policy. London: Routledge.
- Reyhner, Jon (Ed.). (1999). Revitalizing indigenous languages. Flagstaff, AZ: Northern Arizona University, Center for Excellence in Education.  (ISBN 0-9670554-0-7).
- Robins, R. H.; & Uhlenbeck, E. M. (1991). Endangered languages. Oxford: Berg.
- Sasse, Hans-Jürgen. (1990). Theory of language death, and, language decay and contact-induced change: Similarities and differences. Arbeitspapier (No. 12). Köln: Institut für Sprachwissenschaft, Universität zu Köln.
- Sasse, Hans-Jürgen. (1992). Theory of language death. In M. Brenzinger (Ed.) (pp. 7–30).
- Schilling-Estes, Natalie; & Wolfram, Walt. (1999). Alternative models of dialect death: Dissipation vs. concentration. Language, 75 (3), 486-521.
- Skutnab-Kangas, Tove. (2000). Linguistic genocide in education—or worldwide diversity and human rights? Mahwah, NJ: Lawrence Erlbaum.
- Slater, Julia. (2010). "Time Takes Its Toll on Old Swiss Language" SwissInfo.ch.
- de Swaan, Abram. (2001). Words of the world: The global language system. Cambridge, UK: Polity Press.
- Thomason, Sarah G. (2001). Language contact: An introduction. Washington, D.C.: Georgetown University Press.
- Zuckermann, Ghil'ad and Michael Walsh. (2011). 'Stop, Revive, Survive: Lessons from the Hebrew Revival Applicable to the Reclamation, Maintenance, and Empowerment of Aboriginal Languages and Cultures', Australian Journal of Linguistics Vol. 31, No. 1, pp. 111–127.